# Szalagos bozótposzáta
A szalagos bozótposzáta (Bradypterus carpalis) a verébalakúak (Passeriformes) rendjébe, ezen belül a tücsökmadárfélék (Locustellidae) családjába és a Bradypterus nembe tartozó faj. 16-17 centiméter hosszú. Burundi, Kenya, a Kongói Demokratikus Köztársaság, Ruanda, Tanzánia, Uganda és Zambia mocsaras területein él. Rovarokkal táplálkozik. 

## Fordítás
- Ez a szócikk részben vagy egészben  a   White-winged swamp warbler című angol Wikipédia-szócikk fordításán alapul.  Az eredeti cikk szerkesztőit annak laptörténete sorolja fel. Ez a jelzés csupán a megfogalmazás eredetét és a szerzői jogokat jelzi, nem szolgál a cikkben szereplő információk forrásmegjelöléseként.